# القابل

تعديل مصدري - تعديل

القابل إحدى حارات مدينة نجد الجماعي بمحافظة إب، بلغ تعداد سكانها 543 نسمة حسب تعداد اليمن لعام 2004.